# Herbert Eckstein (Politiker, 1956)
Herbert Eckstein (* 7. Januar 1956 in Wendelstein) ist ein deutscher Politiker (SPD).

## Leben
Eckstein machte das Abitur und studierte Jura. Er wurde 1987 Landesgeschäftsführer der Sozialdemokratischen Gemeinschaft für Kommunalpolitik. Ab 1977 war er Kreisjugendleiter im Bayerischen Landessportverband im Kreis Roth/Schwabach, dort war er engagiert im Kreisjugendring und aktiver Fußballschiedsrichter in der Landesliga.
1972 trat Eckstein in die SPD ein. 1978 wurde er in den Marktgemeinderat von Wendelstein gewählt, wo er ab 1984 Fraktionsvorsitzender und ab 1. Mai 1990 2. Bürgermeister war. Ab 1984 war er Kreisrat und stellvertretender Kreisvorsitzender. Von 1990 bis zu seinem vorzeitigen Ausscheiden am 31. Dezember 1993 war er Mitglied des Bayerischen Landtags. Seitdem ist Eckstein Landrat des Landkreises Roth; in diese Position wurde er zuletzt am 24. September 2017 mit 96,3 % der Stimmen wieder gewählt. 2014 wurde er zum zweiten Vizepräsidenten des Bayerischen Landkreistages gewählt.
Am 17. Januar 2023 erklärte er, aus gesundheitlichen Gründen von seinem Amt als Landrat vorzeitig zurückzutreten und ab dem 1. April 2023 in den Ruhestand zu wechseln. Zum 1. April übernahm sein Stellvertreter Walter Schnell das Amt. Zu seinem Nachfolger wurde in einer Stichwahl am 14. Mai 2023 Ben Schwarz (SPD und Grüne) gegen Jochen Münch (CSU) gewählt.

## Auszeichnungen
Im November 2023 wurde er mit dem Frankenwürfel ausgezeichnet.